# 天主教佩德羅-德馬科里斯教區
天主教聖佩德羅-德馬科里斯教區（拉丁語：Dioecesis Sancti Petri de Macoris）是多明尼加共和國一個羅馬天主教教區，屬聖多明各總教區。
教區1997年2月1日成立，管轄範圍包括阿托馬約省和聖彼德省。2004年有教友492,000人，佔轄區總人口84.7%。教區下轄二十個堂區，有十九名司鐸。現任教區主教為方濟·奧佐里亞·阿科斯塔。